# Ceresium annulicorne
Ceresium annulicorne là một loài bọ cánh cứng trong họ Cerambycidae.